# 狄更生縣 (維吉尼亞州)
狄更生縣（英語：Dickenson County），是美國維吉尼亞州西南部的一個縣，北鄰肯塔基州。面積859平方公里。根據美國2000年人口普查，共有人口16,395人。縣治克林特塢 (Clintwood)。
成立於1880年。縣名紀念眾議員William J. Dickenson。